# 이경철
이경철(?~)은 대한민국의 양궁 선수이다. 1995년 자카르타 세계 양궁 선수권 대회에서 금메달을 획득했다.